# TRY-TONE
TRY-TONE은 일본의 혼성 아카펠라 그룹이다.

## 멤버
- 타고 아츠시(多胡 淳 Tago Atsushi) - 리더, 세 번째 테너
- 와타나베 아이카(渡辺 愛香 Watanabe Aika) - 두 번째 소프라노
- 아오키 하지메(青木 肇 Aoki Hazime) : 베이스
- 타고 오사무(多胡 オサム Tago Osamu)
- 미츠나가 치즈루(松永 ちづる Matsunaga Chizuru) - 첫 번째 소프라노

키타무라 카이치로(北村 嘉一郎 Kitamura Kaichiro) - 보컬 퍼쿠션과 바리톤 - 2007년 탈퇴

## 활동 기록
- 2001년 4월 - 아카펠라 매직박스 앨범이 미국의 CASA(Contemporary A Cappella Society America)주최의 Best Recording Awards 에 최우수 재즈앨범상을 수상
- 2002년~2003년 - 한국의 전통음악가수 김용우와 일본에서 조인트 콘서트와 앨범 발매

## 앨범
1. Etoile/12の星の物語（1994년 3월 24일）
2. A Cappella 1（1997년 11월)
3. A Cappella 2（1998년 5월）
4. 夢がかなうなら～明天我要嫁給你（1999년 7월 21일）
5. J-Pop A Cappella Christmas Album（1999년 11월 20일）
6. A Cappella MAGIC BOX（2000년 6월 21일）
7. One Fine Sunday（2001년 5월 16일）- 한국에서 발매된 유일한 앨범
8. First Noel（2001년 11월 7일）
9. A Cappella Cinema Cafe（2002년 6월 5일）
10. A Cappella Love Songs （2002년 11월 7일）
11. イムジン河（2003년 3월 3일）한국 전통음악가수 김용우와 조인트 앨범
12. にほんのうた～春夏秋冬～（2003년 3월 19일）
13. 星に唄えば（2004년 12월 5일）
14. warm tones（2005년 5월 25일）
15. A Cappella 70's Collection For Lovers（2006년 11월 8일）
16. 虹色のハーモニー（2008년 6월 4일）
17. Gift（2011년 6월 29일）